# Keito Hariya
Keito Hariya (japanisch 針谷 奎人 Hariya Keito; * 18. Mai 2003 in der Präfektur Tokio) ist ein japanischer Fußballspieler.

## Karriere
Keito Hariya erlernte das Fußballspielen in den Jugendmannschaften des Blue Fighters SC und des FC Ichikawa Gunners sowie in der Schulmannschaft der Funabashi Municipal High School. Seinen ersten Vertrag unterschrieb er im Januar 2022 bei Albirex Niigata (Singapur). Der Verein ist ein Ableger des japanischen Zweitligisten Albirex Niigata, der in der ersten singapurischen Liga, der Singapore Premier League, spielt. Sein Erstligadebüt gab Keito Hariya am 25. Februar 2022 (1. Spieltag) im Heimspiel gegen Tanjong Pagar United. Hier stand er in der Startelf und spielte die kompletten 90 Minuten. Tanjong Pagar United gewann das Spiel 2:0. Am Ende der Saison 2022 und 2023 feierte er mit Albirex die singapurische Meisterschaft. Nach 40 Ligaspielen wechselte er im Januar 2024 zum Ligakonkurrenten Geylang International.

## Erfolge
Albirex Niigata (Singapur)
- Singapurischer Meister: 2022, 2023